# 阮福泗
阮福泗（越南语：／；1699年—1753年），清華河中府宋山縣人，廣南國宗室、政治人物。

## 生平
阮福泗是明王阮福淍第八子，生母敬妃宋氏特，他體態豐滿，胸襟廣闊，博覽群書，擅長越南語詩歌，最初在永盛十一年（1715年）十月授內右該隊，侄孫武王阮福濶即位後，他被被群臣猜忌而致仕，武王為他在香茶縣香芹設置居邸供居住，期間放懷風月，寫詩自娛，越南語詩歌作品《花情傳》用辭極為悽惋得傳誦，景興十四年（1753年）去世，年五十五歲，追贈少師倫國公，有五子。

## 引用
1. ↑  《大南列傳前編·卷二·皇子列傳 公主列傳》：皇八子泗，又名旦，母宋皇后，乙未 黎永盛十一年 授內右該隊，公體豐肥有器局，博涉書史，尤長國音詩，世宗皇帝即位，公以才為眾所忌乃致事，上為治邸于香芹 屬香茶縣 以居之，公不預政，放懷風月，觴咏自娛，所著《花情傳》用國音辭極悽惋，人傳歌之，癸酉 黎景興十四年 夏薨，年五十有五，贈少師倫國公，子五：昱、靖、昇、肅、護。
2. ↑  《大南實錄前編·卷八·顯宗孝明皇帝寔錄下》：（乙未二十四年）冬十月，以皇長子鼎盛侯為掌奇，皇八子泗為內右該隊，皇十二子沺為右水該隊。